# ویدئوکان
ویدئوکان (انگلیسی: Videocon) شرکت خوشه‌ای هندی است، که در سال ۱۹۷۹ تأسیس شد.